# Русь-М
«Русь-М» — проект ракет-носителей тандемной схемы, включавший в себя носители трёх классов — от среднего до тяжёлого — в диапазоне грузоподъёмностей от 6,5 («Русь-МС») до 50 («Русь-МТ») тонн на низкую опорную орбиту при старте с космодрома «Восточный». Также в перспективе планировалось разработать ракету с грузоподъёмностью до 100 тонн.
Название семейства было выбрано «Русь-М», потому что предыдущий проект (который впоследствии получил название «Союз-2») имел название «Русь». Предполагалось, что «Русь-М» будет модернизированной версией «Союза-2-3» с возможностью доставки полезного груза на низкую опорную орбиту до 18 т, но потом было принято решение об увеличении полезного груза до 23,8 т, что и привело к разработке новой ракеты-носителя].
Головным разработчиком и производителем РН семейства «Русь-М» являлось ЦСКБ-Прогресс.
В 2011 году программа «Русь-М» закрыта из-за нехватки средств. Реализация пилотируемых программ предполагается на базе таких ракет-носителей, как «Союз», «Протон» и «Ангара». В 2012 году программа возобновлена. Стоимость проекта оценивалась в 250 млрд рублей. В 2015 году проект «Русь-М» был окончательно закрыт (в пользу разработки семейства ракет-носителей «Союз-5», которые должны заменить ныне производимые ракеты «Союз-ФГ» и «Союз-2»).

## Назначение
Ракета-носитель «Русь-М» являлась частью Перспективной пилотируемой транспортной системы (ППТС) (головное предприятие — РКК «Энергия») и предназначалась в первую очередь для выведения перспективных пилотируемых и грузовых космических кораблей.

## Особенности конструкции
Вследствие основного назначения ракеты-носителя для пилотируемых полётов к ней предъявлены крайне жесткие требования по безопасности, в частности одним из требований является способность ракеты-носителя уйти со старта даже при отказе одного из двигателей. Исходя из данных требований, а также ограничений по габаритам доставляемых по железной дороге грузов (что не позволяет перевозить ступени большого диаметра) применяется блочная структура первой ступени: она состоит из универсальных ракетных блоков (УРБ) диаметром 3,8 м, каждый из которых содержит баки с компонентами и один двигатель. Тем не менее, несмотря на блочную конструкцию (как у ракеты пакетной схемы), первая ступень едина и неразделяема в полёте, что соответствует схеме «тандем».
Ещё одно требование к данной ракете-носителю, исходя из её целевого назначения, — обеспечение продолжения полёта в случае отказа одного из двигателей. При этом, в случае достаточных запасов топлива в баках, она продолжает выведение космического корабля на пониженную орбиту, а при недостатке энергии — приводит его в условия, обеспечивающие спасение и безопасную посадку (например, достижение одного из районов аварийной посадки).
Данные требования, включая особую траекторию выведения (которая должна обеспечить перегрузку на экипаж не более 12 g для любого момента аварийного прекращения полёта) и наличие системы аварийного спасения (САС), приводят к существенному снижению грузоподъёмности ракеты-носителя в пилотируемом варианте.

## История создания
Ракета-носитель разрабатывалась по заказу Роскосмоса. К моменту прекращения разработки выполнялись на стадии рабочего проектирования по эскизному проекту, успешно защищённому в сентябре 2010 года.
Основные разработчики РН:
- ЦСКБ-Прогресс — разработка второй ступени и головная роль за РН в целом
- ГРЦ — разработка первой ступени
- КБХА — двигатели второй ступени
- Энергомаш — двигатели первой ступени
- ЦЭНКИ — наземная инфраструктура
- НПО автоматики — система управления

### Прекращение проекта
7 октября 2011 года глава Роскосмоса Владимир Поповкин сообщил о принятии Правительством России и руководством ракетно-космической отрасли решения остановить находящуюся на стадии бумажного проектирования разработку новой ракеты-носителя для пилотируемых запусков «Русь-М». По словам главы Роскосмоса, «новая ракета нам не нужна, мы будем летать на тех, что есть». Поповкин пояснил, что на разработку нового носителя выделено более 37 % бюджета Роскосмоса до 2015 года, однако этих средств всё равно очень мало, добавив, что «о пуске в 2015 году речи быть не может». На разработку ракеты уже потрачено 1,63 млрд рублей.
Как сообщил в тот же день журналистам заместитель главы Роскосмоса Виталий Давыдов, свёртывание разработки новой ракеты-носителя «Русь-М» связано с недостатком выделенных на эти работы средств, а также с тем, что эта ракета по ряду характеристик повторяет разрабатываемую сейчас ракету «Ангара». По словам Давыдова, проведённый анализ показывает, что средств «не совсем достаточно» для того, чтобы реализовать эту задачу. Кроме того, по своим характеристикам и функциям ракета «Русь-М» «начала дублировать тот носитель, который мы сейчас завершаем разрабатывать».
Принято решение сосредоточиться на строительстве космодрома «Восточный», а также на запусках с него ракет Союз-2.1х. По результатам этих запусков будет принято решение о продолжении эксплуатации «Союзов» либо о возвращении к разработке новой ракеты-носителя.

#### Возобновление проекта
По сообщению губернатора Самарской области Николая Меркушкина (3 октября 2012 года), работы по созданию ракеты-носителя «Русь-М» возобновлены. Разработки ведёт Самарский ракетно-космический центр «ЦСКБ-Прогресс» . Губернатор оценивал проект «Русь-М» примерно в 250 миллиардов рублей. В октябре 2014 года генеральный директор Центрального научно-исследовательского института машиностроения Геннадий Райкунов рассказал СМИ, что ракета находится в разработке и планируется к запуску с Восточного в 2018 году.

#### Окончательное прекращение проекта
В августе 2015 года проект окончательно закрыт (в пользу разработки семейства ракет-носителей «Союз-5», которые должны заменить ныне производимые ракеты «Союз-ФГ» и «Союз-2»).

#### Затраты
При подготовке проекта комплекса за 10 месяцев с декабря 2010 было израсходовано 1,63 млрд рублей согласно контракту Роскосмоса с ЦСКБ-Прогресс. Вероятно, к моменту принятия решения о прекращении финансирования контракт был близок к завершению.

## Испытания
Первый непилотируемый запуск «Русь-М» ожидался в 2015 году, пилотируемый — в 2018 году.

## Модификации
Предполагалась разработка следующих модификаций РН «Русь-М»:
- Русь-МС (средний класс)
- Русь-МП (средний класс повышенной подъёмности)
- Русь-МТ-35 (тяжёлый класс)
- Русь-МТ-50 (тяжёлый класс).

| Модификация                       | Русь-МС                   | Русь-МП                          | Русь-МТ-35                       | Русь-МТ-50                       |
| --------------------------------- | ------------------------- | -------------------------------- | -------------------------------- | -------------------------------- |
| Длина, м                          | нет данных                | 61,1                             | нет данных                       | нет данных                       |
| Максимальный поперечный размер, м | 3,8                       | 11,6                             | 11,6                             | 11,6                             |
| Стартовая масса, т                | 233—235                   | 673                              | ≈1100                            | ≈1433                            |
| Тяга (на уровне земли), тс        | 391,44—394,8              | ≈915,28                          | ≈1947                            | 1719,6—1948,88                   |
| Полезная нагрузка (НОО), т        | 6,5                       | ≈23,8                            | 33—36                            | 53—54                            |
| Полезная нагрузка (ГПО), т        | нет данных                | нет данных                       | нет данных                       | нет данных                       |
| Полезная нагрузка (ГСО), т        | —                         | 4.0 (с КРБ)                      | 7—7,5                            | ≈11,5                            |
| Первая ступень                    | 1 × РД-180                | 3 × РД-180                       | 5 × РД-180                       | 4 × РД-180                       |
| Топливо первой ступени            | жидкий кислород + керосин | жидкий кислород + керосин        | жидкий кислород + керосин        | жидкий кислород + керосин        |
| Масса топлива первой ступени, т   | 180                       | 540                              | 900                              | 960                              |
| Вторая ступень                    | 1 × РД-0124               | 4 × РД-0146                      | 4 × РД-0146                      | 1 × РД-180                       |
| Топливо второй ступени            | керосин + жидкий кислород | жидкий водород + жидкий кислород | жидкий водород + жидкий кислород | керосин + жидкий кислород        |
| Масса топлива второй ступени, т   | 22,5                      | 46,5                             | 46,5                             | 240                              |
| Третья ступень                    | —                         | —                                | —                                | 4 × РД-0146                      |
| Топливо третьей ступени           | —                         | —                                | —                                | жидкий водород + жидкий кислород |
| Масса топлива третьей ступени, т  | —                         | —                                | —                                | 50                               |

Примечания:
1. 1 2 3  Полезная нагрузка приведена ориентировочно и относится к непилотируемым вариантам РН.

### Русь-МС
«Русь-МС» относится к среднему классу ракет. При запусках автоматических космических аппаратов ракету-носитель «Русь-МС» можно будет считать аналогом «Союз-У». Ракета состоит из одного универсального ракетного блока первой ступени и блока «И» от «Союза-2.1б» в качестве второй ступени.
Стартовая масса ракеты-носителя — 233—235 тонн. Масса полезного груза, которую может вывести «Русь-МС» на низкую опорную орбиту составляет 6,5 тонн. Диаметр ракеты — 3,8 м.

### Русь-МП
«Русь-МП» относится к ракетам среднего класса повышенной грузоподъёмности. В качестве первой ступени ракеты-носителя используется «жёсткая» связка из трёх универсальных ракетных блоков, которые не могут отделяться. На второй ступени установлены четыре двигателя РД-0146, разработанные КБ химической автоматики, которые работают на топливной паре кислород—водород.
Ракета-носитель может вывести до 23,8 т полезного груза на низкую опорную орбиту, с помощью разгонных блоков на геостационарную орбиту — до 4 т. Диаметр ракеты — 11,6; стартовая масса — 673 т.

### Русь-МТ-35
«Русь-МТ-35» принадлежит к тяжёлому классу ракет. Первая ступень состоит из связки пяти универсальных ракетных блоков, на второй установлены 4 двигателя РД-0146, работающие на жидком водороде и жидком кислороде. Главным назначением ракеты является вывод тяжёлых автоматических космических аппаратов на геопереходную и геостационарную орбиты. От величины стартовой тяги первой ступени сильно зависит масса полезного груза, которую способна вывести ракета.
Стартовая масса «Русь-МТ-35» приблизительно равна 1100 т. Ракета-носитель может выводить полезный груз 33—36 т на низкую опорную орбиту, 7—7,5 т на геостационарную. Диаметр ракеты — 11,6 м.

### Русь-МТ-50
«Русь-МТ-50» также относится к тяжёлому классу ракет, имея при этом грузоподъёмность в 1,43 раза большую, чем у «Русь-МТ-35». Предполагалось, что ракета-носитель будет трёхступенчатой. В качестве первой ступени должны были использоваться четыре универсальных ракетных блока с РД-180, второй — один центральный блок с дросселированым РД-180, на третьей же предполагалось установить 4 двигателя РД-0146 на кислородно-водородном топливе.
«Русь-МТ-50» предназначалась для пилотируемых полётов на Луну и Марс, поэтому в ней планировалось применить универсальный ракетный блок и криогенную верхнюю ступень с увеличенной заправкой.
Стартовая масса ракеты приблизительно равна 1433 тоннам. На низкую опорную орбиту ракета-носитель может выводить полезный груз от 53 до 54 тонн, на геостационарную — 11,5 тонн. Диаметр ракеты — 11,6 м.